# Joël Cherbuliez
Joël Cherbuliez, född 1806 i Genève och död 1870, var en schweizisk journalist och tidskriftsutgivare. Joël Cherbuliez var bror till Antoine-Elisée Cherbuliez och farbror till Victor Cherbuliez.
Han grundade 1833 i Paris tidskriften Revue critique des livres nouveaux. Cherbuliez, som var en inflytelserik litterär och politisk kritiker, ägnade sitt främsta verk åt sin fädernesstad, Genève, ses institutions, ses moeurs, son développement intellectuel et moral (1867).